# Игуманија Магдалина (Мркшић)
Магдалина (световно Гордана Мркшић; Нови Сад, 6. мај 1937 — Сремска Каменица, 12. јул 2023) била је монахиња Српске православне цркве и старешина Манастира Фенека.

## Биографија
Игуманија Магдалина (Мркшић), рођена је у породици благочестивих родитеља, 6. маја 1937. године у Новом Саду. Дипломирала је на катедри за енглески језик и књижевност на Филозофском факултету у Новом Саду. Пре монашења је са породицом живела у Њујорку, бавила се просветним радом – предавала енглески језик у Србији, а српски у Америци, преводила, певала у Опери  Српског народног позоришта. На крштењу је добила име Гордана.
У Манастир Рукумију код Пожаревца, ступа 1988. године, а замонашена је 20. маја 1989. године у Рукумији од стране епископа браничевскога господина Хризостома Војиновића, добивши монашко име Магдалина. Претходно је боравила у Манастиру Тумане.
Одлуком епископа сремскога господина Василија Вадића, постављена је 11. јануара 1995. године за игуманију Манастира Фенека на Фрушкој гори, где је била старешина а након што је 22. новембра 2006. године то постао мушки манастир, мати Магдалина се повукла у молитвену тишину у Манастир Радовашницу код Шапца.
За време њеног управљања манастиром Фенеком извршена је генерална обнова конака. Са њом су у манастиру у то време живеле и молитве Богу приносиле монахиње Агрипина и Параскева (сахрањене на монашком гробљу у фрушкогорском манастиру Гргетегу).
Упокојила се на Петровдан 12. јула 2023. године и по жељи породице која се бринула о њој у болести, дуги низ година, сахрањена је у породичној гробници у Сремској Каменици.